# StrongmanRun
Der Fisherman’s Friend StrongmanRun ist ein jährlich in mehreren Ländern (Deutschland, Schweiz, Österreich) stattfindender Extrem-Hindernislauf.
Das Zeitlimit von dreieinhalb Stunden wurde 2012 aufgehoben (aufgrund teilweise hoher Wartezeiten an den Hindernissen). Für den StrongmanRun 2013 wurde die Zeit auf vier Stunden erhöht. Ein vergleichbarer Lauf ist das Tough Guy Race in England, bei dem allerdings weniger das Laufen als das Überwinden von Hindernissen im Vordergrund steht.

## Deutschland

### 2007
Der StrongmanRun fand erstmals am 4. Februar 2007 auf dem Flugplatz Münster-Handorf, dem Standortübungsplatz der Lützow-Kaserne in Münster-Handorf statt. Der Lauf ging über 12 km (zwei Runden zu 6 km mit je neun Hindernissen). Sieger war der Crossläufer Alexander Lubina in 40:38 Minuten.
1.930 Anmeldungen lagen vor, 1.599 Teilnehmer erschienen zum Start, 1.579 schafften es ins Ziel, 12.000 Zuschauer waren vor Ort. Vor allem aus ökologischen Gründen konnte eine Wiederholung auf dem Flugplatz Münster-Handorf im Folgejahr nicht genehmigt werden.

### 2008
Am 13. April 2008 fand der StrongmanRun auf dem Gelände des Flughafens Niederrhein über 16 km statt (zwei Runden zu 8 km mit insgesamt 26 Hindernissen). Sieger war der 1.-Bundesliga-Triathlet Knut Höhler mit einer Zeit von 1:12:01 Stunden. 25.000 Zuschauer waren in Weeze, 5.375 Anmeldungen gab es, 4.174 gingen an den Start und 4.072 schafften es ins Ziel.

### 2009
Am 29. März 2009 fand der StrongmanRun ebenfalls auf dem Gelände des Flughafens Weeze statt. Die Streckenlänge betrug 2009 etwa 18 km (2 Runden, je 9 km). Insgesamt waren 32 Hindernisse zu überwinden, von denen jedoch einige wegen wiederholten Verletzungen der Teilnehmer noch während des Rennens aus der Strecke genommen wurden. Auch diesmal gewann Knut Höhler in 1:33:54 Stunden. Es lagen am Tag der Veranstaltung 7.777 Anmeldungen vor, 5.925 Teilnehmer gingen an den Start, 4.624 schafften es im Zeitlimit von 3,5 Stunden ins Ziel. 30.000 Zuschauer waren am Streckenrand.

### 2010
Der vierte StrongmanRun war am 18. April 2010 wieder auf dem Gelände des Flughafens Weeze. Die Streckenlänge betrug 18 km (2 Runden, je 9 km). 14 schwere Stationen pro Runde mussten die Läufer bewältigen. Der laut Veranstalter „stärkste Lauf aller Zeiten“ war zwei Tage nach offiziellem Anmeldestart ausgebucht. Es lagen 8.940 Anmeldungen vor. 6.965 Läufer gingen um 12:00 Uhr an den Start, wovon 6.565 Leute erfolgreich im Ziel ankamen. Unter 3,5 Stunden schafften dies 3.636 Männer und 221 Frauen. Knut Höhler erreichte mit 1:42 Stunden seinen dritten Sieg.

### 2011
Am 17. April 2011 fand der fünfte StrongmanRun statt. Aufgrund der jährlich wachsenden Nachfrage wurde der Lauf an den Nürburgring verlegt. Die 9,8 km lange Strecke mit 14 Hindernissen musste zweimal umrundet werden. 10.940 hatten sich angemeldet, 8.890 Läufer gingen an den Start, von ihnen schafften es 8.547 ins Ziel. Im Zeitlimit von 3,5 Stunden kamen 7316 ins Ziel, davon 577 Frauen und 6.739 Männer. Sieger war Florian Neuschwander aus Trier, der mit einer Zeit von 1:21:27 h ins Ziel kam.

### 2012
Abermals am Nürburgring fand am 5. Mai 2012 der sechste StrongmanRun statt. Diesmal mussten zweimal 10,8 km mit jeweils 15 Hindernissen gelaufen werden. Bereits fünf Monate vor Startschuss war der Lauf ausgebucht, angemeldet waren 12.027 Läufer. An den Start gingen 9642, von denen es 9.294 ins Ziel schafften. Knut Höhler eroberte sich seinen Titel zurück und wurde mit einer Zeit von 1:38:13 h zum vierten Mal Sieger des StrongmanRuns. Besucht wurde der Nürburgring an diesem Tag von 35.000 Zuschauern.

### 2013
Am 4. Mai 2013 fand der siebte StrongmanRun statt. Austragungsort war zum dritten Mal der Nürburgring. Die Streckenlänge betrug 2 × 11,9 km, wobei pro Runde 15 Hindernisse und insgesamt 650 Höhenmeter überwunden werden mussten. 12.823 Läufer aus 54 Nationen waren angemeldet, was einen neuen Weltrekord für einen Hindernislauf bedeutete. Von den Angemeldeten gingen 10.473 an den Start (1.451 Frauen und 9.022 Männer), wovon 9.843 Läufer es ins Ziel schafften (1.258 Frauen und 8.585 Männer). Circa 6.000 davon blieben im Zeitlimit von vier Stunden. Vorjahressieger und „Tough Guy 2013“-Gewinner Knut Höhler schied verletzt aus und konnte das Rennen nicht beenden. Sieger bei den Männern wurden Felix Grelak und Tom Schlegel, die Hand in Hand ins Ziel gelaufen sind und sich den Titel nun teilen, in 1:56:29 h. Dritter wurde Christoph Lohse in 1:57:03 h. Schnellste Frau wurde „Tough Guy 2013“-Gewinnerin Friederike „Iki“ Feil mit einer Zeit von 2:08:31 h vor der Schweizerin Carole Koster mit 2:15:35 h und Rhea Richter mit 2:24:15 h. Es waren über 30.000 Besucher anwesend, um das Rennen zu verfolgen und die „StrongmanRunner“ anzufeuern.

### 2014
Am 10. Mai 2014 fand der 8. StrongmanRun bei nieselndem Regen und erfrischenden 10 Grad statt. Austragungsort war zum vierten Mal der Nürburgring (die „Grüne Hölle“). Die Streckenlänge betrug 23,6 km, auf dieser mussten 1300 hm und 34 Hindernisse überwunden werden. 13.000 Läufer waren angemeldet, von diesen starteten 11.906 (10.036 Männer und 1.870 Frauen), von denen es 8.176 innerhalb des Zeitlimits von vier Stunden ins Ziel schafften (7.389 Männer und 787 Frauen). Sieger bei den Männern wurden die beiden Vorjahressieger Felix Grelak und Tom Schlegel, in 1:44:25 h. Dritter wurde Robin Dechant in 1:44:33 h. Schnellste Frau wurde Carole Koster, in 2:06:01 h. Friederike („Iki“) Feil, Gewinnerin aus dem letzten Jahr, landete mit einer Zeit von 2:08:00 h auf dem zweiten Platz. Platz drei ging an Nadine Schmitz.

### 2015
2015 belegten Susanne Kraus bei den Frauen und Robin Dechant bei den Männern den ersten Platz.

## Schweiz

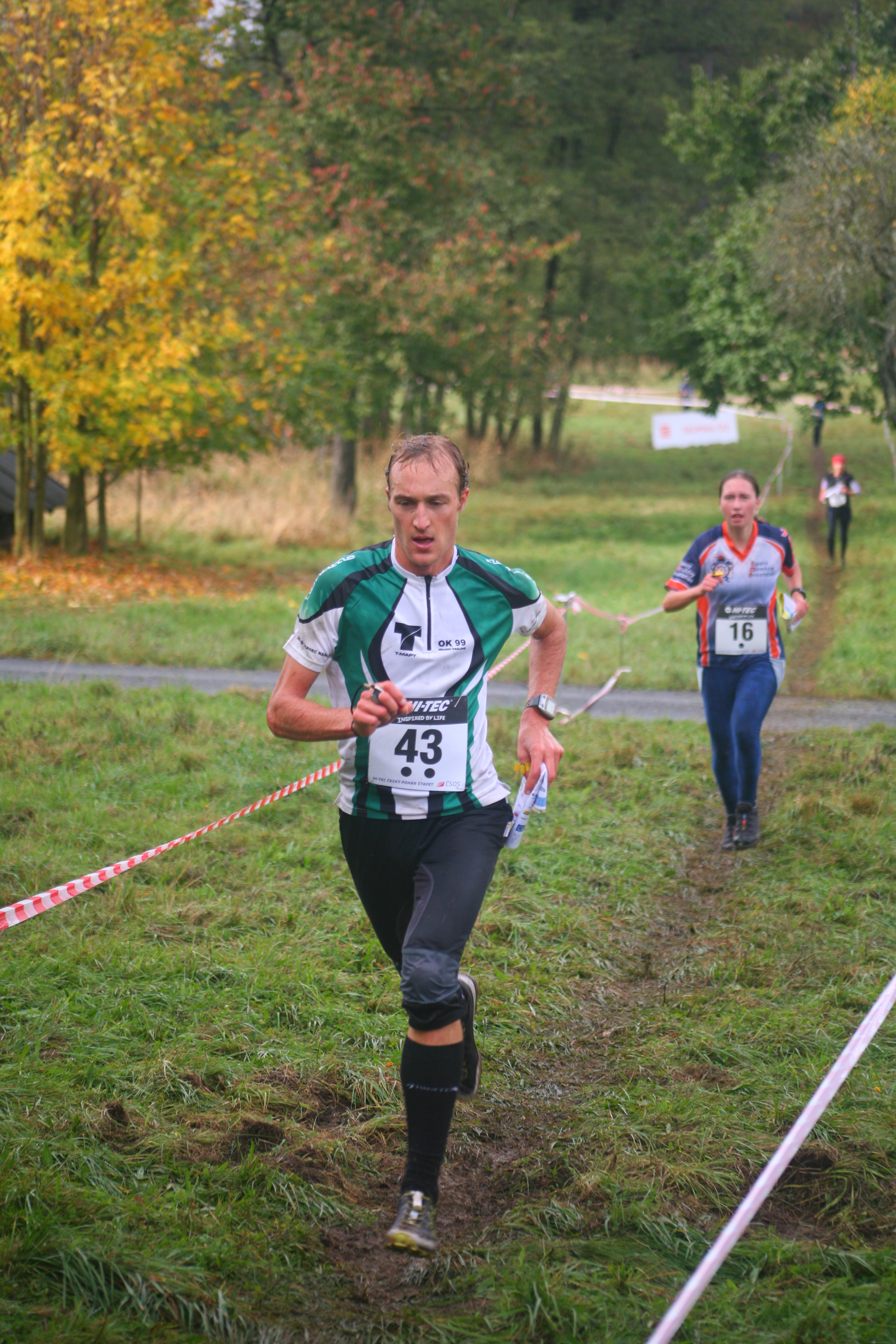
Baptiste Rollier, 2011

Seit 2010 findet der StrongmanRun im Schweizerischen Thun auf dem Waffenplatz Thun statt.
Bei der dritten Auflage des StrongmanRuns am 11. März nahmen 4.055 Läufer teil. Die Strecke umfasste 44 Hindernisse und war 16 km lang. Da der Parcours in zwei Runden aufgeteilt war, wurden für die zweite Runde einige Streckenänderungen vorgenommen. Der Frauenanteil betrug knapp 20 %. Gewinner waren der Schweizer Baptiste Rollier und Brigitta Mathys.
Seit 2013 findet der StrongmanRun im Obwaldner Engelberg statt und seit 2016 mit dem Zusatz «Sommer Edition» statt.
Seit 2016 gibt es auch die «Winter Edition», welche im waadtländischen Villars-sur-Ollon stattfindet.

## Österreich
Am 22. Juni 2013 fand zum ersten Mal der StrongmanRun in Obertauern, Österreich statt.
Dabei musste eine Laufstrecke von insgesamt ca. 20 km, mit 14 Hindernissen und 500 m Höhenunterschied, bezwungen werden.

## Luxemburg
Am 20. Oktober 2013 fand in Differdingen der erste StrongmanRun in Luxemburg statt und am 19. Oktober 2014 fiel am selben Ort der Startschuss für den zweiten StrongmanRun in Luxemburg.